# Пропелани

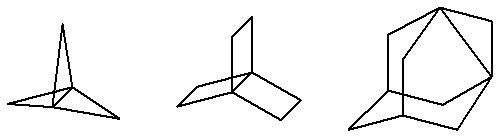
Пропелани. Зліва направо: [1.1.1]Пропелани, [2.2.2]Пропелани, і 1,3-дегідроадамантане — похідне [1.3.3]Пропелани).

Пропелани (англ. propellanes) — трициклічні насичені вуглеводні, систематична назва — трицикло[a.b.c.01,(a+2)]алкани. Записуються як [a.b.c]пропелани. Пр., [4.1.1]пропелан І, [4.4.4]пропелан ІІ.